# Rubayo
Rubayo es la capital del municipio de Marina de Cudeyo (Cantabria, España). La localidad está situada a 15 kilómetros de Santander, y a 25 metros de altitud. En el año 2019, Rubayo contaba con 495 habitantes (INE).
Los barrios que componen la localidad son: El Avellano, Arriba, Abajo, Castanedo, Cuyarriba, Bresaguas, Plaza de la Constitución, El Tolle, Huertas, La Gándara, Las Cruces, Las Callejas, Quintana, Sierra, y el Torillo.
En 1822 formó su propio ayuntamiento con el nombre de Rubayo; en la reforma de 1835 se unió al ayuntamiento del Tercio de la Marina de Cudeyo, formando el nuevo ayuntamiento de Marina de Cudeyo del que Rubayo pasó a ser capital.

## Patrimonio
Destaca del lugar la iglesia parroquial de San Miguel, con elementos edificados en los siglos XVI y XVIII, en cuyos muros se puede ver un retablo pintado a finales del siglo XVI. Asimismo son de interés en la localidad:
- Ermita de San Andrés
- Torre de Rubayo